# Chamaecrista telfairiana
Chamaecrista telfairiana är en ärtväxtart som först beskrevs av Joseph Dalton Hooker, och fick sitt nu gällande namn av John Michael Lock. Chamaecrista telfairiana ingår i släktet Chamaecrista och familjen ärtväxter. Inga underarter finns listade i Catalogue of Life.